# Antofagasta de la Sierra
Antofagasta de la Sierra é um município da Argentina, localizada na província de Catamarca. É a capital do departamento Antofagasta de la Sierra.